# Dick Shrider
Richard G. "Dick" Shrider (nacido el 7 de febrero de 1923 en Glenford, Ohio - 21 de enero de 2014) fue un jugador y entrenador de baloncesto estadounidense que disputó una temporada en la NBA, además de jugar en la NBL. Con 1,88 metros de estatura, jugaba en la posición de base. Durante 9 años fue entrenador de la Universidad de Miami (Ohio).

## Trayectoria deportiva

### Universidad
Jugó durante su etapa universitaria con los Bobcats de la Universidad de Ohio, siendo elegido en 1947 y 1948 en el mejor quinteto de la Mid-American Conference, tras promediar 11,1 y 14,9 puntos respectivamente.

### Profesional
Fue elegido en el Draft de la BAA de 1948 por New York Knicks, con los que únicamente disputó 4 partidos, anotando un punto. Continuó la temporada en los Detroit Vagabond Kings de la NBL, donde promedió 3,0 puntos por partido.

#### Estadísticas en la BAA

##### Temporada regular
| Temporada | Edad | Equipo          | Liga | Pos. | P | TIT | MIN | TC  | TCA | %TC | 3P | 3PA | %3P | TL  | TLA | %TL  | R.OF. | R.DEF. | REB | ASIS | ROB | TAP | PER | FP  | PTS |
| 1948-49   | 25   | New York Knicks | BAA  |      | 4 |     |     | 0.0 | 0.0 |     |    |     |     | 0.3 | 0.8 | .333 |       |        |     | 0.5  |     |     |     | 0.5 | 0.3 |
| Total     |      |                 | BAA  |      | 4 |     |     | 0.0 | 0.0 |     |    |     |     | 0.3 | 0.8 | .333 |       |        |     | 0.5  |     |     |     | 0.5 | 0.3 |

### Entrenador
Tras pasar por los high school de Gallipolis y Fairborn, en 1957 se hizo cargo del banquillo de la Universidad de Miami, acabando invicto en su primera temporada ante sus rivales de la Mid-American Conference, y convirtiéndose en el primer equipo de la conferencia que accedía a un Torneo de la NCAA. En sus nueve temporadas como primer entrenador acumuló 126 victorias y 96 derrotas.